# Amílcar Scalisi
Amílcar Daniel Scalisi, Poppy, (n 1942), es un cantante de música folklórica de Argentina, con registro de contratenor. Entre 1966 y 1970 integró el Grupo Vocal Argentino. Entre 1973 y 1974 volvió a integrar el Grupo Vocal Argentino para grabar la Misa del Tercer Mundo, con letra del Padre Mugica, obra que resultó destruida y por la que fue perseguido. Luego fue miembro de Gente de Canto.
En 1983 ingresó al grupo Los Trovadores y se retiró luego de 1990, grabando en ese período dos álbumes con el grupo.

## Trayectoria
En 1966 el Poppy Scalisi integró el Grupo Vocal Argentino, una formación vocal convocada por el Chango Farías Gómez, junto con Jorge Raúl Batallé, Luis María Batallé y Galo Hugo García. Farías Gómez, arreglador del conjunto, había codirigido con su hermano Pedro el grupo Los Huanca Hua, grupo que revolucionó el modo de interpretar la música folklórica, mediante complejos arreglos vocales, introduciendo la polifonía y el uso de fonemas y onomatopeyas para marcar el ritmo.
El grupo grabó dos discos, Grupo Vocal Argentino en 1966 y Misa Criolla, en 1968, este último considerado como uno de los mejores álbumes de la música folklórica argentina. En 1970 el grupo se disolvió.
En 1973 el grupo volvió a reunirse, sin el Chango Farías Gómez y con Fernando Collados, con el nombre de Grupo Vocal Argentino Nuevo, para grabar la Misa para el Tercer Mundo, con letra del Padre Mugica y música de Roberto Lar. El álbum fue grabado entre el 10 de diciembre de 1973 y el 8 de enero de 1974. El 11 de mayo de 1974 el Padre Mugica fue asesinado por el grupo parapolicial Triple A y en septiembre de ese año el disco fue lanzado. Sin embargo el gobierno de la presidenta María Estela Martínez de Perón secuestró y destruyó el master y los discos ya producidos, mientras que los músicos fueron puestos en listas negras. Debido a ello la obra pasó completamente desapercibida, y sólo se preservó debido al rescate de algunas pocas unidades que habían sido distribuidas; recién volvió a interpretarse en 2007.
A fines de la década de 1970 este grupo, sin Farías Gómez, tomaría el nombre de Gente de Canto y lanzaría un álbum con ese nombre de 1980.
Amilcar Scalisi se integró a Los Trovadores en 1983, para reemplazar al tenor Tucho Aguirre. El grupo atravesaba un momento de cambio profundo, debido al retiro de sus dos voces emblemáticas:"Pancho" Romero en 1980 y Carlos Pino en 1982.
Como resultado apareció entonces un nuevo quinteto formado por "Quito" Figueroa, Ramón "Chiquito" Catramboni, Miguel Ángel Aguirre (luego reemplazado por Poppy Scalisi), Enzo Giraudo y Carlos Fredi. En esta etapa el grupo cambió el cancionero incorporando temas vinculados el contenido de recuperación de la democracia y a formas renovadas de la interpretación del folklore. Con Scalisi en el grupo, Los Trovadores grabaron dos álbumes, Pequeñas historias (1985) y José Pedroni (1989), este último musicalizando poemas del poeta argentino José Pedroni, y la participación de Antonio Tarragó Ros, Carlos Carella, Enrique Llopis y Silvina Garré.
Scalisi se retiró del grupo luego de 1990.

## Obra

### Álbumes

#### Con el Grupo Vocal Argentino
1. Grupo Vocal Argentino, 1966
2. Misa criolla, 1968
3. Misa para el Tercer Mundo, 1974, como Grupo Vocal Argentino Nuevo

#### Con Gente de Canto
1. Gente de canto, 1980

#### Con Los Trovadores
1. Pequeñas historias, CBS, 1985
2. José Pedroni, Redondel, 1989